# Christian Hauswirth
Christian Hauswirth (Saanen, 23 dicembre 1965) è un ex saltatore con gli sci svizzero.

## Biografia
In Coppa del Mondo esordì il 30 dicembre 1982 a Oberstdorf (64°); non ottenne alcun podio e i suoi migliori piazzamenti furono due quarti posti. Nella sua migliore stagione, 1987-1988, chiuse al quarto posto nella classifica del Torneo dei quattro trampolini.
In carriera prese parte a due edizioni dei Giochi olimpici invernali, Sarajevo 1984 (48° nel trampolino normale) e Calgary 1988 (48° nel trampolino normale, 27° nel trampolino lungo, 8° nella gara a squadre), a due dei Campionati mondiali (25° nel trampolino lungo a Lahti 1989 il miglior piazzamento) e a una dei Mondiali di volo, Vikersund 1990 (28°).

## Palmarès

### Coppa del Mondo
- Miglior piazzamento in classifica generale: 22º nel 1988